# George Llewelyn Davies

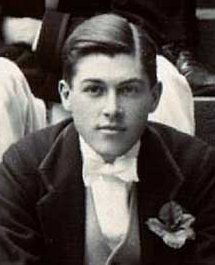
George Llewelyn Davies

George Llewelyn Davies, (Londen, 20 juli 1893 – Sint-Elooi, 15 maart 1915) was een Brits legerofficier. Samen met zijn vier jongere broers was hij de inspiratiebron voor de karakters van Peter Pan van toneelschrijver J.M. Barrie. Hij was de oudste zoon van Arthur en Sylvia Llewelyn Davies en hij was een neef van de Engelse schrijfster Daphne du Maurier.

## Jeugd
Davies en zijn broer Jack ontmoette Barrie tijdens hun regelmatige uitstapjes met hun nanny naar Kensington Gardens. Als oudste (hij was vier jaar oud toen Barrie hem leerde kennen) werd hij door Barrie opgemerkt tijdens het spel en door zijn bijzonder karakter. Hieruit putte de schrijver ideeën voor zijn vroege werk.
In 1904 werd het toneelstuk Peter Pan, of de jongen die niet wilde opgroeien opgevoerd. Peter Pan is ongeveer tien jaar – dezelfde leeftijd dat Davies was toen Barrie begon met het schrijven van het toneelstuk in 1903. Vele karaktertrekken, uitdrukkingen en belevenissen van Davies werden in het stuk verwerkt. 
Davies en zijn broers werden na het overlijden van hun vader in 1907 door Barrie financieel ondersteund, en na het overlijden van hun moeder in 1910 werd hij hun voogd. Davies bleef tijdens zijn studietijd in nauw contact met "Uncle Jim" zoals hij hem noemde. 

## Volwassenheid
Davies studeerde aan Eton College, waar hij uitblonk in sport (vooral cricket) en werd toegelaten tot de eliteclub "Pop", niettegenstaande hij niet tot de hogere klasse behoorde. Later studeerde hij verder aan Trinity College in Cambridge, waar hij toetrad tot de Amateur Dramatic Club (ADC) en in de voetsporen trad van zijn oom, acteur Gerald du Maurier.

## Overlijden
Bij het uitbreken van de Eerste Wereldoorlog namen Davies en zijn broer Peter vrijwillig dienst in het leger. Davies werd onderluitenant bij het King's Royal Rifle Corps en diende in de loopgraven in Vlaanderen. Hij sneuvelde op 15 maart 1915 door een schotwond aan het hoofd. Hij was toen 21 jaar, ongehuwd en kinderloos. Davies ligt begraven op de militaire begraafplaats Voormezeele Enclosure No.3 in Voormezele.

## Trivia
In 1978 zond de BBC de miniserie The Lost Boys uit, waarin Davies door verschillende acteurs op verschillende leeftijden werd uitgebeeld.